# Озерная (приток Толбачика)
Озерная — река в России, протекает по территории Мильковского района Камчатского края. Длина реки — 37 км.
Начинается на склонах вулкана Толбачик, на западном краю урочища Лава Южного Прорыва. Ширина в верховьях — 25 метров, глубина — 1 метр. Течёт в северо-западном направлении по карю урочища Кекуры через лиственничный лес. Низовья заболочены, в нижнем течении разделяется на несколько рукавов. Впадает в реку Толбачик справа на 6 км от устья.
На берегу реки расположен контрольный пункт связи «Озерный».
По данным государственного водного реестра России относится к Анадыро-Колымскому бассейновому округу.
Код водного объекта — 19070000112120000014656.